# NGC 1432
NGC 1432 je refleksijska maglica u zviježđu Biku. 
Blizu je zvijezde Maie u otvorenom skupu Vlašićima.

## Vanjske poveznice
- SEDS: NGC 1432